# ダリダ
ダリダ（Dalida、本名：ヨランダ・クリスティーナ・ジリョッティ（Iolanda Cristina Gigliotti）、1933年1月17日 - 1987年5月3日）は、エジプト出身のイタリア系フランス人歌手。
フランスの国民的歌手として31年間活動した。晩年はうつ病に苦しみ、1987年5月2日夜バルビツール酸系過量服薬により自殺を図り、翌日に死亡した。彼女の墓はパリのモンマルトル墓地にある。
これまでに全世界で1億7,000万以上のレコードを売上記録を有している（2018年時点）。

## 来歴
父のピエトロ・ジリオッティ（1904〜1945年）と母親のフィロメナ・ジュゼッピーナ（1904〜1971年）は、イタリアのカラブリア州セラストレッタで生まれ、その後イタリアからの移民としてエジプトに移住したため彼女はエジプトの首都カイロに生まれた。父ピエトロは、学校で音楽を学び、居酒屋でバイオリンを演奏していた。母ジュゼッピーナは仕立て屋で働いていた。家族には兄と弟がいる。幼少期はエジプトで暮らしていたが、その後はフランスに帰化しフランスに住んでいた。
1954年度の「ミス・エジプト」に選ばれたほどの美貌を持ち、1956年から歌手活動を開始した。
歌手・女優の仕事は、基本的にはフランス語で行っていたが、イタリア語、アラビア語、英語、スペイン語そしてドイツ語でも行っていた。
なお、「18才の彼（Il venait d'avoir 18 ans）」は彼女自身が日本語でカバーしたバージョンもある。「18才の彼」は年齢は違えてあるが、恋人のルイジ・テンコの自殺(67/1/27)、ダリダの自殺未遂(67/2/26)の後に67/12から付き合ったルチオのことだと言われている。
ダリダは三回来日している（1962年、1970年、1974年）。2005年版の伝記映画には62年来日の時に、東京のホテルでマリリン・モンローの死亡記事を見る場面がある。

## 代表曲
- バンビーノ Bambino (1956) - レイモン・ルフェーブルが編曲を担当。
- コメ・プリマ Come prima (1957) - トニー・ダララのカバー
- 愛しかない時 Quand on n'a que l'amour (1957) - ジャック・ブレル のカバー
- ラストダンスは私に Garde-moi la dernière danse (1958) - ドリフターズのカバー
- チャオ・チャオ・バンビーナ Piove (Ciao, ciao bambina) (1959) - ドメニコ・モドゥーニョ のカバー
- ロマンティカ Romantica (1960) - トニー・ダララのカバー
- ビキニスタイルのお嬢さん Itsi bitsi petit bikini (1960) - ブライアン・ハイランドのカバー
- オー・ソレ・ミオ O sole mio (1960) - ナポリ民謡
- 日曜はダメよ Les enfants du Piree (1960) - メリナ・メルクーリのカバー
- ラスト・ワルツ The Last Waltz (1960) - エンゲルベルト・フンパーディンクのカバー
- 白いバラ Lady D'Arbanville (1970) - キャット・スティーヴンスのカバー
- 傷付いた小鳥 Ils ont change ma chanson (1971) メラニーのカバー「TVジョッキー」エンディングテーマ
- ゴッドファーザー愛のテーマ Parle plus bas (1972)
- あまい囁き Paroles Paroles - アラン・ドロン共演、ミーナとアルベルト・ルーポのカバー
- 18歳の彼 Il venait d'avoir 18 ans (1973)
- 灰色の途 Je suis malade (1973) - セルジュ・ラマのカバー
- 潮風のマリー(待ちましょう) Je suis malade (1973)
- 愛するジジ Gigi l'amoroso (1974)
- ベサメ・ムーチョ(ディスコ・ヴァージョン) Besame mucho (1976)
- 雨のブラッセル Il Pleut sur Bruxelles (1981)
- 歌い続けて Mourir sur scène (1983)
- 太陽に抱かれて Soleil

## 伝記映画
2016年、ダリダの人生を綴った映画『ダリダ〜あまい囁き〜』が制作され、2018年5月には日本でも劇場公開されている。ダリダ役はスベバ・アルビティが演じた。
上記の他にフランスで2005年にSabrina Ferilli主演で、ダリダの伝記映画が作成されている。フランス語版のみで他言語版はない。また2013年にNadia Fares主演でダリダの伝記映画が企画されたが、実現されなかった。